# Апокалипсис Павла
Апокали́псис Па́вла (Откровение Павла) — христианский новозаветный апокриф, написанный предположительно в IV веке. Авторство приписывается апостолу Павлу.

## Версии
Греческие варианты текста апокрифа очень редки, а те, что существуют, содержат множество ошибок и опущений.
Из других существующих (сирийских, коптских и эфиопских) сирийские считаются самыми надёжными.
Существует также несколько сокращённых копий на латыни, с которых, преимущественно, были сделаны переводы на большинство европейских языков.
Кроме того, существует эфиопская версия «Апокалипсиса Павла», в котором Апостол заменён Девой Марией.

## Текст
Текст представляет собой более пространную версию или переложение «Апокалипсиса Петра» и, большей частью, посвящён видениям рая, а затем ада. В состав текста также включён довольно пространный пролог, рассказывающий об истории творения, грехопадении и т. д. Эта часть уже отсутствует в «Апокалипсисе Петра». В конце текста Апостол Павел убеждает Бога не подвергать грешников в аду страданиям раз в неделю в воскресенье.
Повествование апокалипсиса крайне моралистично и добавляет к «Апокалипсису Петра» следующие описания и замечания:
- Гордыня есть корень всего зла.
- Рай — земля мёда и молока.
- В аду текут реки огня и льда.
- Некоторые ангелы несут зло (Падшие ангелы).

## Содержание «Апокалипсиса Павла»
- 1, 2. Обретение откровения.
- 3-6. Воззвание всего творения к Богу против человека.
- 7-10. Ангелы «докладывают» Богу о жизни человека.
- 11-18. Смерть и Страшный суд.
- 19-30. Первое видение Рая.
- 31-44. Ад. Павел освобождает грешников от мучений в воскресенье.
- 45-51. Второе видение Рая.

## Современные исследования
- Jan N. Bremmer and Istvan Czachesz (edd). The Visio Pauli and the Gnostic Apocalypse of Paul (Leuven, Peeters, 2007) (Studies on Early Christian Apocrypha, 9).
- M.R. James' translation and commentary. Oxford: Clarendon Press, 1924.
- Theodore Silverstein and Anthony Hilhorst (ed.), Apocalypse of Paul (Geneva, P. Cramer, 1997).
- Nikolaos H. Trunte. Reiseführer durch das Jenseits: die Apokalypse des Paulus in der Slavia Orthodoxa (Slavistische Beiträge 490). München – Berlin – Washington, D. C. (Verlag Otto Sagner). 2013.

## Переводы на русский язык
- перевод Марии и Вадима Витковских, 2001 г., в: Апокрифические апокалипсисы. Под ред. Витковская, М. Г., Витковский, В. Е. Серия: Античное христианство. — Издательство: СПб.: Алетейя, 279 страниц, 2001. ISBN 5-89329-223-5, с.216-237[1]